# Timothy Michael Linton
Timothy Michael Linton alias Zim Zum (25. června 1969 Chicago, Illinois) je americký kytarista, který působil od roku 1996 v kapele Marilyna Mansona, kde nahradil Daisy Berkowitze, do roku 1998, kdy ho nahradil John 5. Zim Zum se podílel na desce Mechanical Animals a remix & Repent od MM a nyní se věnuje sólové kariéře. Svůj pseudonym si vybral podle hebrejského slova pro anděla konajícího pro boha černou práci.